# Mompach
Mompach (lb. Mompech, Mompich) – wieś (Uertschaft) we wschodnim Luksemburgu, w kantonie Echternach, w gminie Rosport-Mompach. Do 3 października 2015 miejscowość leżała w dystrykcie Grevenmacher. Wieś zamieszkuje 238 osób (1 stycznia 2023). Do 31 grudnia 2017 samodzielna gmina.
Na terenie gminy znajduje się rezerwat przyrody Deiwelskopp.